# قبعة الراكون
قبعة الراكون هي قبعة مصنوعة من جلد الراكون وفروه. تتكون قبعة الراكون الأصلية من جلد الراكون بالكامل بما في ذلك رأسه وذيله. بدءً من أغطية الرأس التقليدية للأمريكيين الأصليين، أصبحت قبعات الراكون مرتبطة برجال التخوم الأمريكيين في القرنين الثامن عشر والتاسع عشر، وكانت تحظى بشعبية كبيرة بين الأولاد في الولايات المتحدة وكندا والمملكة المتحدة وأستراليا في الخمسينيات من القرن العشرين.

## روابط خارجية
- The Coonskin Cap
- Height of the Craze. 1957 Wales